# 極芯道貴裕
極芯道 貴裕（ごくしんどう たかひろ、1996年6月6日 - ）は、兵庫県尼崎市出身で錦戸部屋に所属した元大相撲力士。本名は福島 貴裕（ふくしま たかひろ）。身長181.5cm、体重159.8kg、血液型はB型。最高位は西十両13枚目（2018年11月場所）。好物は焼肉。

## 来歴
小学2年生の時、親の勧めでわんぱく相撲の予選大会に出場し、負けた悔しさが忘れられずに地域の関西奄美相撲連盟に通い始めた。週2回通っていた稽古は、道場に行く前にいつも腹痛がするほど厳しかった。佐藤貴信（後の大関・貴景勝）は同じ稽古場で胸を合わせた間柄である。尼崎市立園田東中学校に進学してからは報徳学園へ出稽古するようになり、稽古はさらに厳しくなった。学校の友達と遊ぶ時間もなくなったことから相撲への情熱は薄れ、中学2年生の途中からは稽古場に顔を出すこともなくなったばかりか学校もサボりがちになった。そんな中、関西奄美相撲連盟の野島年由希監督から叱咤され、女手一つで育ててくれた母を悲しませていたことに気づき、改心して稽古に打ち込んだ。その結果、中学3年生の時には白鵬杯で無差別級3位の実績を残し、全国レベルの実力も身に付いた。素養が開花しかけた福島に対して野島は兵庫県内の強豪校への進学を勧めたが、自身は角界入りを考えていたため進路に迷っていた。後押しとなったのは「高校は後からでも行けるし、相撲をやりながらでも通信で資格は取れる」という母親の言葉であった。複数の部屋から勧誘は来ていたが「親孝行したいのなら、相撲部屋に入りなさい」と一番熱心に誘ってくれていた錦戸部屋への入門を決めた。
2012年3月場所初土俵。同年11月場所に三段目に昇進するも、その場所を怪我で全休し、その後三段目で停滞していたため野島の勧めで2015年5月場所に本名から極芯道に改名。これは、野島が関西奄美相撲連盟から独立して設立した相撲道場「創芯道」に由来している。人間としての芯をしっかり持ちながら相撲道を極めろという野島の思いが詰まっている。改名後の2016年3月場所は新幕下で6勝1敗の好成績を残したが、直後に思うところがあって引退するつもりでいた。既に実家に戻っていたが、野島から慰留されて続投を選んだ。自宅の一室を改造してトレーニングルームを作り、自費の7万円をはたいて購入したバーベルやベンチを使用したウエイトトレーニングで体を鍛え、部屋に戻る日に備えた。復帰した7月場所から2場所連続で勝ち越し、同年11月場所からは鶴竜の付け人を務め始めた。鶴竜の付け人として巡業にも帯同し、巡業の土俵で様々なタイプの力士と稽古するようになり、錣山部屋の力士の付け人も務めていた関係で同部屋にもしばしば出稽古に行くようになった。そうしたことからも力をつけ、2018年3月場所には東幕下4枚目と、勝ち越せば関取昇進が見える位置まで番付を伸ばした。7月場所は東幕下2枚目まで番付を上げ、この場所は7番相撲を3勝3敗で迎え勝てば関取昇進という場面であったが、負けて3勝4敗になり関取昇進を逃した。9月場所は東幕下5枚目で全勝優勝を果たし、場所後の新十両昇進を確実にした
。錦戸部屋からは初となる日本出身関取。新関取となる11月場所は、場所中に負った右膝外側側副靭帯損傷の影響で精彩を欠き、4勝11敗と大きく負け越した。翌2019年1月場所は幕下に陥落したが、怪我の影響で途中休場となった。3月場所は出場して勝ち越したが、翌5月場所は再び全休。その後は4場所連続で勝ち越したものの、2020年1月場所で右膝を再び痛めたため翌3月場所から休場し、同年5月に手術を受けた。手術直後の7月場所も全休したが、場所中に不祥事（後述）を起こしたため、同年8月6日の日本相撲協会の理事会で2場所出場停止処分を受けた。
出場停止処分中の2020年11月場所から四股名を「福島」に戻し、処分明けの2021年1月場所で土俵に復帰。序二段まで番付を下げていた同場所は6勝1敗の好成績で取り終えると、続く3、5月場所と3場所連続の勝ち越しで三段目を2場所で通過して、7月場所で1年ぶりの幕下復帰を果たすが、同場所は3勝1敗から3連敗で負け越し再び三段目に陥落。しかし9月場所で勝ち越し再度幕下に復帰すると、11月場所でも5勝2敗で、2022年1月場所は37枚目まで番付を戻すが同場所は新型コロナウイルス感染者と濃厚接触した可能性があるため全休（2日目の1番相撲は不戦敗）で番付据え置き、続く3月場所は2勝5敗と負け越し、55枚目で臨んだ5月場所は再び極芯道に改名したものの全休となり、同場所千秋楽に25歳で現役引退を表明した。
8月21日に大阪で断髪式が行われ、今後は親戚の電気工事士の元で働きながら自身が所属していた創芯道でコーチとして後輩たちの指導にもあたるという。

## 取り口
得意手は押し。押し相撲にもかかわらず相撲が遅く、勝機を見出すまでじっくりと相手の出方を見極める相撲が持ち味であった。その相撲の遅さはインターネット上で「ミスター2分」と揶揄されるほどであった。

## 新型コロナウイルス対応ガイドライン違反
2020年8月6日の協会の理事会で、2019新型コロナウイルス感染拡大下において7月場所前から場所中にかけて複数回にわたってキャバクラに出入りして協会のガイドラインに違反したため、2場所の出場停止処分が下された。当面、稽古及び日常生活に支障のある場合を除き、外出禁止ともされた。
この不祥事について日本相撲協会から調査を受けた際には、共に処分を受けることになった阿炎から口裏合わせを指示されていたと報じられており、8月3日までに師匠を通じて「進退伺」を申し出ていた。極芯道は右膝の負傷で手術を受けたばかりという事情もあり、本来は大部屋生活を強いられる幕下の立場でありながらも、師匠の10代錦戸の配慮で療養のため部屋では個室を与えられていたが、夜間に部屋を抜け出して不要不急の外出を繰り返していたことも調査の過程で明かされている。
また、極芯道は初心に帰ってやり直すために四股名を「極芯道 貴裕」から本名の「福島 貴裕」に戻した。(なお、引退の直前に極芯道として名前を残すため再び改名した。)

## 場所別成績

### 通算成績
- 通算成績：211勝149敗68休（61場所）
- 十両成績：4勝11敗（1場所）

### 各段優勝
- 幕下優勝：1回（2018年9月場所）

### 場所別成績
| | 一月場所 初場所（東京） | 三月場所 春場所（大阪） | 五月場所 夏場所（東京）   | 七月場所 名古屋場所（愛知） | 九月場所 秋場所（東京）       | 十一月場所 九州場所（福岡）   |
| --- | ----------------------- | ----------------------- | ------------------------- | --------------------------- | ----------------------------- | ----------------------------- |
| 2012年 （平成24年） | x                       | （前相撲）              | 東序ノ口8枚目 4–3         | 東序二段76枚目 6–1          | 西序二段5枚目 4–3             | 西三段目86枚目 休場 0–0–7     |
| 2013年 （平成25年） | 東序二段47枚目 5–2      | 東序二段7枚目 4–3       | 東三段目88枚目 4–3        | 東三段目67枚目 3–4          | 東三段目84枚目 4–3            | 西三段目69枚目 5–2            |
| 2014年 （平成26年） | 西三段目41枚目 4–3      | 東三段目26枚目 1–6      | 西三段目64枚目 休場 1–2–4 | 西三段目95枚目 5–2          | 西三段目59枚目 4–3            | 西三段目42枚目 5–2            |
| 2015年 （平成27年） | 西三段目16枚目 1–6      | 東三段目52枚目 4–3      | 西三段目35枚目 2–5        | 西三段目61枚目 5–2          | 東三段目35枚目 5–2            | 東三段目10枚目 3–4            |
| 2016年 （平成28年） | 東三段目23枚目 5–2      | 東幕下59枚目 6–1        | 東幕下28枚目 休場 0–0–7   | 東三段目8枚目 4–3           | 西幕下57枚目 4–3              | 東幕下51枚目 3–4              |
| 2017年 （平成29年） | 西幕下58枚目 3–4        | 西三段目13枚目 6–1      | 東幕下38枚目 6–1          | 東幕下16枚目 2–5            | 西幕下31枚目 6–1              | 西幕下12枚目 3–4              |
| 2018年 （平成30年） | 西幕下17枚目 6–1        | 東幕下4枚目 3–4         | 西幕下7枚目 6–1           | 東幕下2枚目 3–4             | 東幕下5枚目 優勝 7–0          | 西十両13枚目 4–11             |
| 2019年 （平成31年 /令和元年） | 東幕下4枚目 1–4–2       | 東幕下20枚目 4–3        | 西幕下13枚目 休場 0–0–7   | 西幕下53枚目 5–2            | 西幕下39枚目 6–1              | 西幕下14枚目 4–3              |
| 2020年 （令和2年） | 西幕下8枚目 4–3         | 西幕下5枚目 休場 0–0–7  | 感染症拡大 により中止     | 西幕下45枚目 休場 0–0–7     | 西三段目25枚目 出場停止 0–0–7 | 東三段目86枚目 出場停止 0–0–7 |
| 2021年 （令和3年） | 西序二段46枚目 6–1      | 東三段目80枚目 6–1      | 東三段目22枚目 5–2        | 西幕下57枚目 3–4            | 東三段目5枚目 4–3             | 西幕下54枚目 5–2              |
| 2022年 （令和4年） | 西幕下37枚目 0–1–6      | 西幕下37枚目 2–5        | 東幕下55枚目 引退 0–0–7   | x                           | x                             | x                             |
| 各欄の数字は、「勝ち-負け-休場」を示す。 優勝 引退 休場 十両 幕下 三賞：敢=敢闘賞、殊=殊勲賞、技=技能賞 その他：★=金星 番付階級：幕内 - 十両 - 幕下 - 三段目 - 序二段 - 序ノ口 幕内序列：横綱 - 大関 - 関脇 - 小結 - 前頭（「#数字」は各位内の序列） |                         |                         |                           |                             |                               |                               |

## 改名歴
- 福島 貴裕（ふくしま たかひろ）2012年3月場所 - 2015年3月場所
- 極芯道 貴裕（ごくしんどう -）2015年5月場所 - 2020年9月場所
- 福島 貴裕（ふくしま -）2020年11月場所 - 2022年3月場所
- 極芯道 貴裕（ごくしんどう -）2022年5月場所